# Гај Калпурније Пизон
Гај Калпурније Пизон (? - 65) био је римски политичар из доба Јулијевско-Клаудијевске династије, познат по томе што је покренуо велику, али неуспјелу завјеру против цара Нерона године 65.
Пизон је потицао из угледне породице Калпурнијеваца, али његови родитељи нису познати по имену. Од њих је наслиједио големо богатство. Антички извори га описују као наочитог и дружељубивог човјека који се бавио правом а у слободно вријеме писао трагедије и уживао велику популарност у римском високом друштву. Године 40. се цар Калигула загледао у његову супругу, па је Пизона прво натјерао да се од ње разведе, а потом га под оптужбом за прељубу протерао из Рима. Изгнанство је године 42. опозвао нови цар Клаудије, који је од Пизона учинио свог конзула.
Након великог римског пожара, управо су се око Пизона почели окупљати незадовољници с Нероновом владавином. Пизон је осмислио завјеру с циљем да се Нерон убије, а потом он сам прогласи за новог цара. План је, међутим, 19. априла 65. цару открио ослобођеник по имену Милих. Након тога су сви завјереници похапшени - њих 19 је погубљено, а 13 прогнано. Пизону је наређено да изврши самоубиство, што је он и учинио.